# 莫納斯特爾-代雷日茨基
49°20′43″N 23°27′21″E / 49.34528°N 23.45583°E
莫納斯特爾-代雷日茨基（羅馬化：Monastyr-Derezhytskyi）是烏克蘭的村落，位於該國西部利沃夫州德羅霍貝奇區，南接代雷日奇村，始建於1250年，面積5.8平方公里，2001年人口248，人口密度每平方公里42.76人。